# Working It Out
Working It Out foi uma sitcom estadunidense, exibida pela NBC em 1990.
A série contava a história de dois pais solteiros, Sarah Marshall (Jane Curtin) e David Stuart (Stephen Collins), que nunca haviam pensado na hipótese de se casarem novamente, até se conhecerem. 
Working It Out não correspondeu às expectativas da NBC e foi cancelada em dezembro de 1990.

## Elenco
- Stephen Collins como David Stuart
- Jane Curtin como Sarah Marshall